# Швейцер, Джорджия
Джорджия Мэри Швейцер (англ. Georgia Marie Schweitzer; род. 31 января 1979 года в Гаханне, штат Огайо, США) — американская профессиональная баскетболистка, выступавшая в женской национальной баскетбольной ассоциации. Была выбрана на драфте ВНБА 2001 года во втором раунде под двадцать первым номером командой «Майами Сол». Играла на позиции атакующего защитника и лёгкого форварда. После окончания университета перешла в тренерский штаб родной студенческой команды «Дьюк Блю Девилз», в которой отработала три сезона.

## Ранние годы
Джорджия родилась 31 января 1979 года в городе Гаханна (штат Огайо) в семье Джорджа и Хелен Швейцер, у неё есть два старших брата, Аарон и Энди, и младшая сестра, Холли, училась она в соседнем городе Колумбус в средней школе имени епископа Джеймса Хартли, в которой выступала за местную баскетбольную команду.